# Lugano
Lugano (latinsko Luganum) je mesto z okoli 63.000 prebivalci na jugu Švice, v italijanskojezičnem kantonu Ticino, ki meji na Italijo. Topla poletja in lepo vreme je v mesto prinesla veliko znanih oseb in tako je mesto dobilo nadimek »švicarski Monte Carlo«.

## Zemljepis
Lugano leži na obali Luganskega jezera (Lago di Lugano ali Ceresio), ki leži med jezeroma Lago Maggiore in Komskim jezerom (Lago di Como). Mesto je obkroženo z Okrajem Locarno in Okrajem Bellinzona.
Mesto leži pri izlivu reke Cassarate v jezero, med gorama Brè (925 m) in San Salvatore (912 m).

## Prebivalstvo
Lugano je največje mesto v kantonu Ticino, ki sam šteje več kot 350.000 prebivalcev. Leta 2004 je imelo mesto, skupaj s priključenimi okoliškimi občinami Breganzona, Cureggia, Davesco-Soragno, Gandria, Pambio-Noranco, Pazzallo, Pregassona in Viganello okoli 52 tisoč prebivalcev (okoli 115 tisoč s predmestnimi naselji), okraj pa 150.000. Glavni prihodek prinaša turizem. Lugano je znan bančni center, tretji po velikosti v Švici (za Zürichom in Ženevo). Prebivalci govorijo italijansko in so v večini rimokatoličani.

## Znamenitosti
- Lugansko jezero
- Katedrala Svetega Lovra (9. in 15. stoletje)
- Cerkev Svete Marije od angela iz 16. stoletja, z znano fresko Kristovega pasjona slikarja Bernardina Luinija
- Parco civico - Villa Ciani
- Gora San Salvatore
- Gora Brè s katere je viden lep razgled na mesto
- Gora Generoso
- Piazza Riforma
- Via Nassa
- Villa Favorita
- Luganska tovarna čokolade
- Živopisane bližnje vasi